# Jean Perrot (résistant)
Pour les articles homonymes, voir Jean Perrot et Perrot.
Jean Perrot est un industriel grenoblois et résistant français, né le 24 juin 1904 à Rives (Isère), et mort le 29 novembre 1943 à Grenoble lors de la Saint-Barthélemy grenobloise.

## Biographie
Après avoir passé son bac en 1921, il prépare l'école Polytechnique à Grenoble. Au cours de l'année 1924, une chute de cheval le laisse paralysé des membres inférieurs jusqu'en 1928. Réformé pour l'armée, il poursuit ses études et passe une licence en droit en 1928. Il rentre au Crédit lyonnais et effectue un stage à Londres de 1930 à 1932.
En 1933, il devient docteur en droit à la faculté de Grenoble et épouse Renée Morin avec qui il a une petite fille. Malheureusement sa femme, petite-fille de l'industriel Louis Sappey, meurt peu de temps après. Aussi en 1936, son beau-père le sollicite pour devenir gérant-associé dans les établissements Sappey fabriquant des boutons-pressions et des fermetures à glissière, rue de Bresson à Grenoble.
En 1938, veuf avec une petite fille de 4 ans, il rencontre une jeune femme de 28 ans, Madeleine Chateau, avec qui il se marie. En 1939, va naître un fils puis, en 1941 une fille qui meurt seize mois plus tard.
Au début de la Seconde Guerre mondiale, en septembre 1939, il souhaite être traducteur d'anglais dans l'armée, mais ne peut le faire car sa réforme définitive lui est signifiée en 1940. Il se consacre alors entièrement aux établissements Sappey. Il y applique des méthodes sociales très personnelles et novatrices pour l'époque, faisant monter le chiffre d'affaires.
Au printemps 1942, il participe à un stage à l'École des cadres d'Uriage près de Grenoble. En novembre, Jean Perrot est contacté par un tourneur de son entreprise, qui lui demande d'accepter le grade de chef départemental du mouvement Franc-tireur, dirigé jusqu'alors par le docteur Gaston Valois. Il accepte immédiatement et organise aussitôt les services techniques et administratifs. Placement  et ravitaillement des jeunes dans les maquis, noyautage des administrations publiques mais aussi espionnage et contre-espionnage. Il milite également en étant membre du directoire des Mouvements unis de la Résistance sous le pseudonyme de Delamothe, non sans discorde à cause de la grande diversité politique et sociale des participants, notamment avec le socialiste Eugène Chavant, chef départemental affecté au Massif du Vercors.

## Sa fin tragique

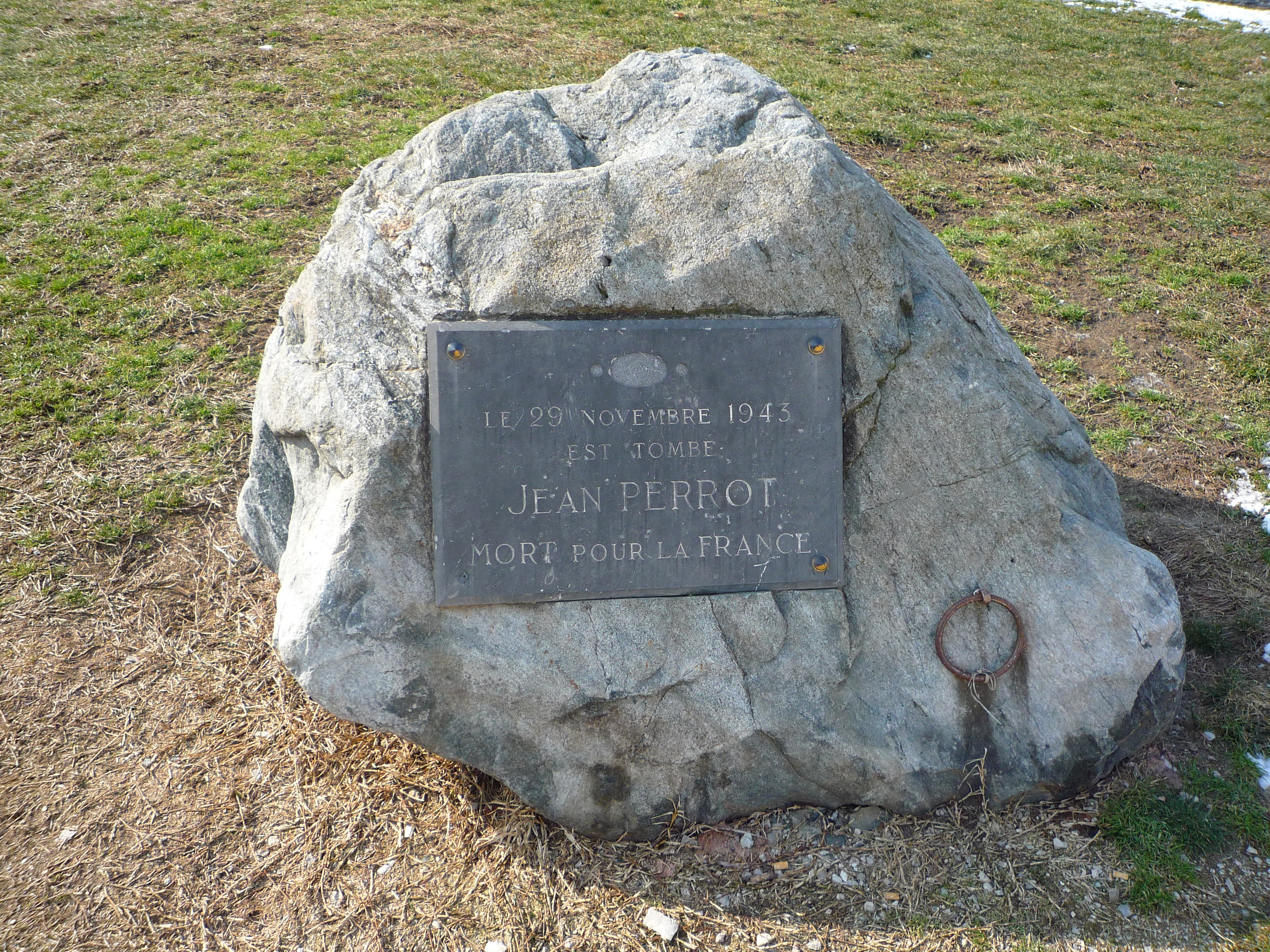
Ancienne plaque commémorative disparue.

Le 24 ou le 25 novembre 1943, il rencontre deux autres résistants grenoblois, le docteur Gaston Valois et le commandant Albert Reynier. Le 29 novembre, il apprend la disparition du docteur Valois et le même jour, deux individus se présentent à son entreprise. Il s'agit de deux membres de la Gestapo. Le personnel entend une violente discussion dans le bureau de Jean Perrot qui refuse de les renseigner, puis une rafale de mitraillette. Jean Perrot tente d'ouvrir la porte mais une seconde rafale l'atteint dans son élan. Nous ne sommes pas des terroristes ! affirment les assassins, qui après un long moment d'attente, autorisent le beau-père de Jean Perrot à rentrer dans la pièce. Nouvelle victime de la « Saint-Barthélemy grenobloise », Jean Perrot décède à 19 heures à l'hôpital.
Son beau-frère, Jean Fouletier, également blessé dans le bureau est pansé puis arrêté au domicile de madame Perrot, qu'il est venu prévenir, et déporté dans un camp mourra à son retour de Bergen-Belsen. Madeleine, son épouse, se réfugie à Paris chez son oncle, et va revenir par la suite à Grenoble. Née en 1910, elle décède le 28 septembre 2001. Quant au commandant Albert Reynier, il doit se réfugier dans le maquis du Grésivaudan dont il devient le chef. Il sera nommé préfet de l'Isère le 28 août 1944.

## Hommages

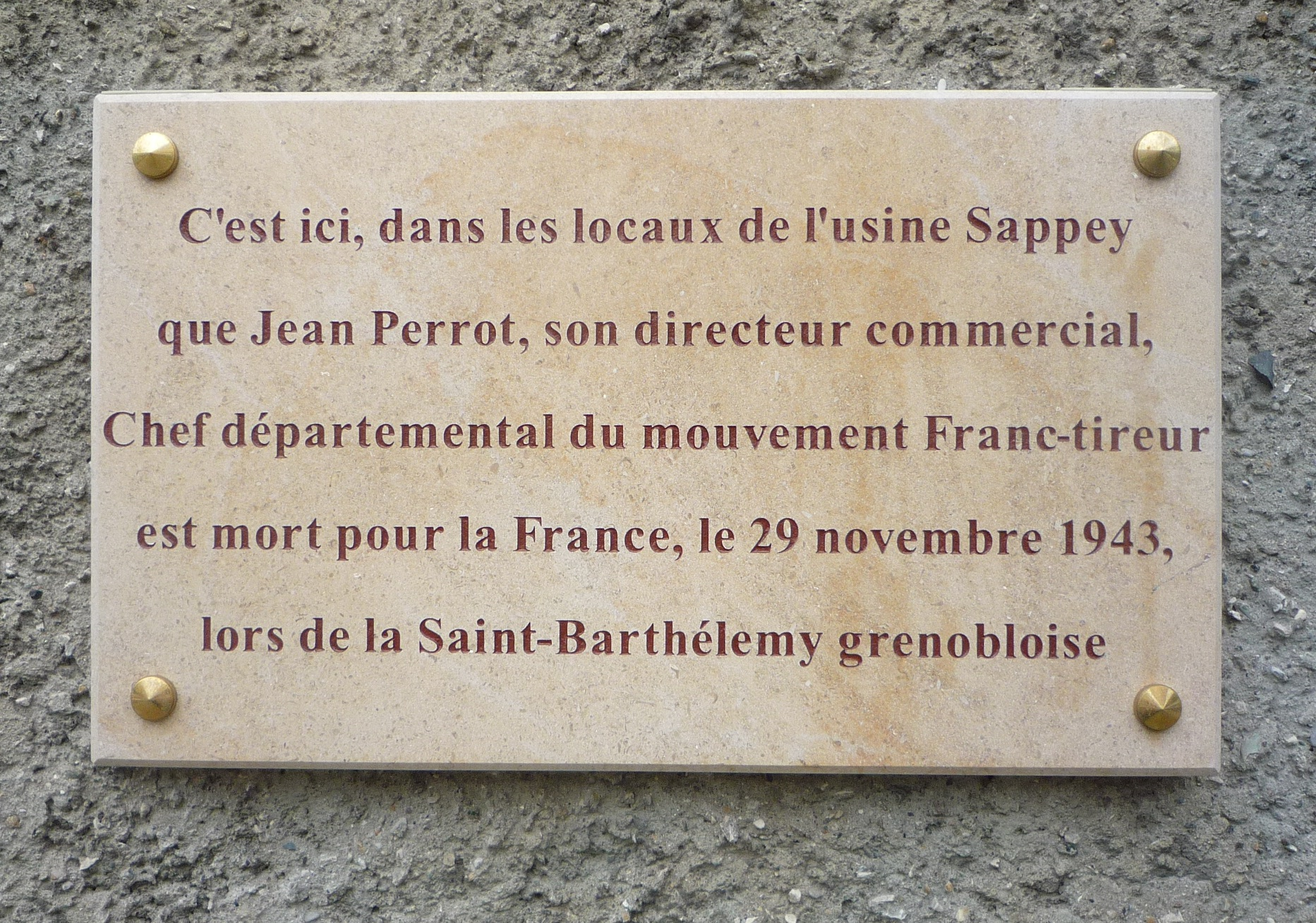
Nouvelle plaque de Jean Perrot.

Le 22 décembre 1944, sur proposition du maire Frédéric Lafleur, le conseil municipal de Grenoble décide d'attribuer le nom de Jean Perrot à une grande avenue rectiligne de la ville. En 1990, en présence de madame Perrot, est inaugurée une plaque récupérée après démolition de l'usine Sappey, et installée dans un square de l'avenue Jean-Perrot. Mais ce square au niveau du N°48 de l'avenue voit la construction d'un immeuble.
Aussi, en 2014, à l'occasion du 71e anniversaire de sa mort, une plaque a été dévoilée au bout de la rue Marcel-Perreto, sur le site des établissements Sappey, où s'est installé dans les années 1960 l'institut universitaire de formation des maîtres devenu école supérieure du professorat et de l'éducation.
Jean Perrot est enterré au cimetière Saint-Roch de Grenoble.